# Ronikierowie herbu Gryf
Ronikierowie herbu Gryf – szlachta polska o przydomku “z Rostoku”, występująca na Żmudzi w 2 poł. XVII w. Rodzina pochodziła z Rostocku w księstwie meklemburskim. Wywód genealogiczny od Stefana Janowicza z Rostoku, ziemianina w powiecie Szawle, rzekomego wojskiego żmudzkiego, wzmiankowanego w 1662, i jego żony Marianny Stankiewicz h. Mogiła.

## Tytuł hrabiowski
Bracia Ronikierowie Stanisław August Józef (1785–1852) z synem Michałem Alfredem Telesforem Antonim Kazimierzem (zm. 1884) i Kazimierz Józef Atanazy (1787–1863) z synami Bronisławem Michałem Janem (1811–1853), Adamem Aleksandrem Atanazym (1818–1873), Edwardem Romualdem Teofilem (1824–1878), Cezarym Kazimierzem Gustawem (1830-?) i Romanem Teofilem (1832–1918), synowie Michała Aleksandra (1728–1803), otrzymali od rosyjskiej Rady Państwa 18 marca 1850, uznanie ich dziedzicznych tytułów hrabiowskich na podstawie rzekomego tytułu hrabiowskiego Rzeszy.
Wspomniany Michał Aleksander Ronikier, cześnik litewski i gen major koronny miał rzekomo otrzymać 18 marca 1783 od cesarza Józefa II potwierdzenie dziedzicznego tytułu hrabiowskiego Rzeszy z r. 1569. Jednakże w aktach szlacheckich we Lwowie, jak i w wiedeńskim archiwum brak było na ten temat jakiejkolwiek wzmianki już w XIX w. Tenże Michał Aleksander wylegitymował się ze szlachectwa II. stopnia („Ritterstand”) 11 września 1782 przed galicyjskim Wydziałem Stanów.

## Herb

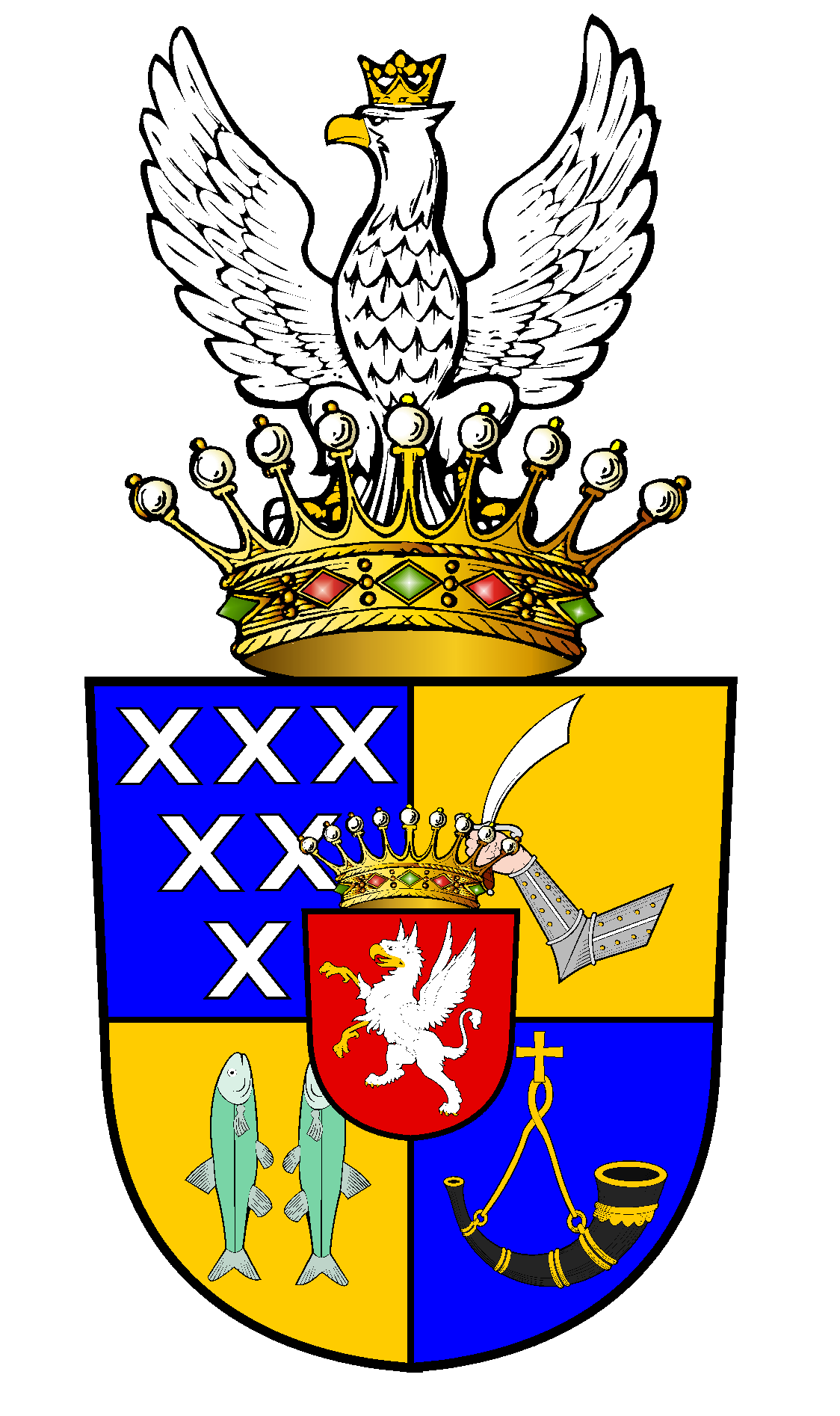
Herb hrabiowski Ronikierów

Tarcza czwórdzielna w krzyż z tarczką sercową czerwoną z gryfem srebrnym o złotym dziobie, szponach i pazurach. W polu pierwszym błękitnym sześć ukośnych krzyży (3, 2, 1) – Lilie, w drugim złotym ramię zbrojne z szablą w ręku – Pogoń Litewska, w trzecim złotym dwie ryby rzędem w słup (Wadwicz) – Stankiewicze, w czwartym błękitnym róg myśliwski czarny z ustnikiem, wylotem i okuciami złotymi, z takimże paskiem ułożonym w pętlę, z której u góry wyrasta krzyżyk kawalerski złoty (Suchekomnaty) – Miączyńscy. Nad koroną hrabiowską pół orła srebrnego wyrastającego z niej, po bokach której dwa szyszaki srebrne z pióropuszami.

## Znani przedstawiciele rodu
- Adam Ronikier (1881–1952), architekt i polityk.
- Bogdan Jaxa-Ronikier (1873–1956), dramaturg i powieściopisarz
- Michał Aleksander Ronikier (1728–1802), generał wojsk koronnych i cześnik litewski
- Michał Ronikier (ur. 1939) – polski tłumacz, filmoznawca i reżyser.

## Koligacje rodzinne
Ród Ronikierów był skoligacony poprzez małżeństwa z przedstawicielami następujących rodów: hr. Badeni, hr. Bnińscy, Brzozowscy h. Belina, Burdziccy h. Syrokomla, bar. Bystramowie, Charewiczowie, Chrzanowscy h. Poraj, Ehrlichowie, Iwanowiczowie, Jackiewiczowie, Komarowie h. własnego, Kruszewscy h. Abdank, Lewanidow, ks. Lubomirscy, Meduscy h. Ostoja, Miączyńscy h. Suchekomnaty, Mierzejewscy h. Szeliga, Narbutt h. Trąby, Niemojowscy h. Wieruszowa, Niezabytowscy h. Lubicz, Oborscy h. Roch II, O’Brien de Lacy, Oppermanowie, Orłowscy h. Lubicz, Ostrowscy h. Korab, hr. Plater-Zyberk, Podhorodeńscy h. Korczak, Podlewscy h. Poraj, Sedivy, Sierakowscy h. Ogończyk, Sieńkiewiczowie h. Leliwa, hr. Starzeńscy, Szczawińscy h. Prawdzic, Szułdrzyńscy, Szustrowie, Szydłowscy h. Lubicz, Ulaniccy h. własnego, Węcławowiczowie h. Wadwicz, hr. Wołłowiczowie, Zbijewscy h. Rola i hr. Żółtowscy.

## Dobra ziemskie Ronikierów
Pierwotne posiadłości Ronikierów na Żmudzi, uzyskane drogą koligacji, wyszły z rąk rodziny na przełomie XVIII/XIX w. (m.in. Suginty w pow. rosieńskim). Do rewolucji jedna z gałęzi posiadała dobra Honorata w pow. bałckim. Najdłużej przetrwały w rękach gałęzi wołyńskiej dobra w okolicach Włodzimierza, choć podlegały systematycznemu uszczupleniu. Należały do nich: Hołoby, Mokrzec, Nowosiółki i Ochotniki. W Królestwie Polskim rodzina posiadała dobra Czermno (przed 1914) w pow. tomaszowskim, Korytnica (do 1874) w pow. węgrowskim, Wydrzyna Wola w pow. piotrkowskim. Ostatnimi majątkami ziemskimi w Polsce centralnej były Łuszczów (do 1923) w pow. hrubieszowskim i rozparcelowane po 1924 r. Ząbki koło Warszawy.

## XX wiek
Trzech przedstawicieli rodu zginęło tragicznie z rąk bolszewickich lub nacjonalistycznych w XX w. Byli to: hr. Michał Ronikier (1862–1919), rozstrzelany przez bolszewików w Odessie, hr. Cezary Ronikier (1928–1944), zamordowany przez RONA w powstaniu warszawskim, i hr. Gustaw Ronikier (1887–1945) z rąk UPA. Dwaj ostatni pochodzili z mało znanej gałęzi wołyńskiej, która jako jedyna zachowała majątki do 1939 (1945) roku.